# Лазарев, Ефим Маркович
Ефи́м Ма́ркович Ла́зарев (укр. Юхим Маркович Лазарєв; 28 ноября 1933, Киев — 1 декабря 2013) — советский и украинский шахматист, мастер спорта СССР (1960), шахматный журналист и литератор.

## Биография
Окончил факультет журналистики Киевского университета.
Серебряный призёр чемпионата Украинской ССР 1963 г. Чемпион Киева (1963) и ЦС ДСО «Авангард» (1965). 
В составе сборной ДСО «Авангард» серебряный призёр командного чемпионата СССР 1961 г.
Участник матчей УССР — Болгария (1963—1967) и Киев — Краков (1970—1979).
Тренер сборных команд Украинской ССР (1958—1969).
Шахматный обозреватель газеты «Молодь України» (1958—1972) и «Спортивной газеты» (с 1973).
Автор работ по шахматной теории и истории шахмат на Украине.
Член АИПЕ (с 1982).
| Графики недоступны из-за технических проблем. См. информацию на Фабрикаторе и на mediawiki.org. |

## Книги
- Сицилианская защита (вариант дракона), М., 1970 (с Э. Е. Гуфельдом);
- Гроссмейстер Леонид Штейн, К., 1978 (на украинском языке);
- Леонид Штейн, М., 1980 (с Э. Е. Гуфельдом);
- Творчество шахматистов Украины, К., 1982 (на украинском языке);
- Комбинации и ловушки в шахматах, К., 1984 (на украинском языке).